# ليبي رودريك
ليبي رودريك (بالإنجليزية: Libby Roderick)‏ هي ملحنة ومغنية مؤلفة وكاتبة غنائية أمريكية، ولدت في 1958.

## وصلات خارجية
- ليبي رودريك على موقع ميوزك برينز (الإنجليزية)
- ليبي رودريك على موقع ديسكوغز (الإنجليزية)
- الموقع الرسمي